# Paraglenanthe bahamensis
Paraglenanthe bahamensis är en tvåvingeart som beskrevs av Wirth 1956. Paraglenanthe bahamensis ingår i släktet Paraglenanthe och familjen vattenflugor.
Artens utbredningsområde är Bahamas. Inga underarter finns listade i Catalogue of Life.